# アイ・アイゲーム
『アイ・アイゲーム』は、フジテレビ系列局ほかで放送されていたフジテレビと千代田企画による共同制作のクイズ番組である。フジテレビ系列局では1979年10月14日から1985年9月29日まで、毎週日曜 22時00分 - 22時30分（日本標準時）に放送。

## 概要
アメリカ・CBSの『マッチ・ゲーム』（フリーマントル制作）を基に企画された番組。
司会は山城新伍で、解答者は毎回オーディションで選ばれた3人の一般視聴者と6人の芸能人が務めた。芸能人解答者には名高達郎、クロード・チアリ、芹沢博文（将棋棋士）、中尾ミエ、デヴィ・スカルノ、せんだみつお、高見知佳、島田紳助、成田三樹夫、山下規介などがいた。当初はアシスタントとして出演していた川島なお美も、後期には解答メンバーに加わっていた。また小倉智昭がオープニングの解答者と司会者紹介のナレーションを担当した。
参加する視聴者のオーディションは、プロデューサーの常田久仁子が自ら行っていた時期があった。日曜の午後1時から5時頃まで、全国から集った約100名の中から毎週3名の出場者を選ぶ。このオーディションはスタッフ・局にとっては非常に負担がかかるものであり、2万通の応募ハガキの中からまず100名を選び出して東京に呼び出し、参加者の宿泊費と交通費はフジテレビが負担した。しかし、100名集まったからといって必ずしも3名が選考されるとは限らず、10名採用されることもあれば、1人もいない場合もあった。非常に応募者が多く、また番組も6年にわたって放送されたため、娘時代に応募した人が出演した時には結婚して赤ちゃんを抱いてきたというエピソードすらあった。
収録はぶっつけ本番で、常田は問題を出すだけで、山城が中心となって進行。ゲームという形はとっているが、どちらかというとトーク番組に近く、司会者とパネラー（特色のあるタレント）、そして参加している視聴者の言葉のラリーが中心となる。もっとも、山城はアドリブが得意だったため、シナリオの必要は全くなかった。
オープニングでの解答者紹介のナレーションでは、出演者名のあとに先週までの正解率を「○割○分○厘」という具合に紹介し、解答者席のネームプレートの下にある数字の回転ボードが回転して表示されるセットであった。芸能人解答者席の一致率表示は番組終了前の時期には撤去されていた。
前番組『ラブラブショー』から引き続き武田薬品工業グループ各社がスポンサーを務めていたが、本番組は武田薬品グループの単独提供ではなく、グループ外の企業との複数社提供で放送されていた。武田グループとしては筆頭扱いであるが、各社30秒扱いだったため、クレジット読みはされなかった。
番組開始時には司会の山城自身が「3カ月で終わる」と発言していたが、結果的に6年間続いた。

## ルール
毎回3人の一般参加者と6人の芸能人解答者が登場し、山城が出題する、一部が伏字にされた文章を穴埋めする言葉を考える。チャンピオンゲーム以外の問題では基本的に、素直に考えれば下ネタと推測できる文章ばかりが選ばれており、いかにそれを避けて答えるかが考えどころだった。放送禁止用語スレスレの発言も少なくなかった。
山城はこの伏字を「チョメチョメ」と読んで表現していた。チョメチョメとは「×」「駄目」「いけない」「卑猥」を意味する俗語で、この番組が生んだ流行語として知られるが、「週刊少年サンデー」に掲載されていた「まことちゃん」が本番組開始以前から「チョメチョメ」「ちょめちょめ」を多用しており、そちらが起源という説もある。1977年掲載分の「チョメチョメ」描写は現在の文庫本版でも確認できる。ちなみにテロップでは「××」と表記されていた。
前半戦の一問一答（3人がそれぞれ、別々の問題に1問ずつ答える）では、一般参加者は芸能人がどのような解答をするのかを推理し、芸能人と答えが一致すれば1人につき2点。また、山城の裁量で「近い答え」と判断された答えには、1名につき1点がプラスされる。最終問題の「ダブルチャンス」は3人の一般参加者と芸能人が一斉に問題に対する答えを書き、双方一致なら4点を獲得でき、山城の裁量による得点（2点）もある。最終的にポイントを多く獲得した一般参加者と芸能人は、LOOK JTBで行くシンガポール旅行を懸けたチャレンジクイズ「チャンピオンゲーム」に挑戦できる。
チャンピオンゲームでは一般参加者が答えを予想し、芸能人の中から2名を選んでどちらかと一致すれば、シンガポール旅行を獲得できる（後期では2人とも正解ならペアで旅行に招待）。なお、不正解だった場合には代わりに箱根1泊旅行がプレゼントされた。賞金は1点につき5000円で参加者全員に贈られる。
一般参加者は女性2人と男性1人だったが、この番組はほぼ100%男性に勝たせないというのが不文律になっており、山城は女性2人に対しては「近い答え」をどんどん拡大解釈していき、まったく関係ない答えにも点数を与えていた（ただし、女性2人に対する恣意的な得点は同じになるように配慮していた）。それでも年に1回ぐらいは男性がズバリ一致を連発して勝ってしまうこともあった。山城は男性を勝たせないのをテレビ界に対する問題提起と考えており、これについて番組への抗議は一度もなかったと語っている。

## 出演者

### 司会者
- 山城新伍

### アシスタント
- 川島なお美（後期はパネラー側）
- 中川雅世(シャワー)

### 主な解答者
（番組開始時メンバー）
- 中尾ミエ
- 名高達郎
- 芹沢博文
- 向井亜紀
- せんだみつお
- クロード・チアリ
- 高見知佳
- デヴィ・スカルノ

（参考：最終回メンバー）
- 山下規介
- 中尾ミエ
- 島田紳助
- 渡辺理砂
- せんだみつお
- 成田三樹夫

### ナレーション
- 小倉智昭

## ネット局
| 放送対象地域   | 放送局                | 系列                                                                                             | 放送日時                                                     | 放送体制                | 備考   |
| -------------- | --------------------- | ------------------------------------------------------------------------------------------------ | ------------------------------------------------------------ | ----------------------- | ------ |
| 関東広域圏     | フジテレビ（CX）      | フジテレビ系列                                                                                   | 日曜 22:00 - 22:30                                           | 同時ネット              | 制作局 |
| 北海道         | 北海道文化放送（UHB） | フジテレビ系列                                                                                   | 日曜 22:00 - 22:30                                           | 同時ネット              |        |
| 宮城県         | 仙台放送（OX）        | フジテレビ系列                                                                                   | 日曜 22:00 - 22:30                                           | 同時ネット              |        |
| 山形県         | 山形テレビ（YTS）     | フジテレビ系列・テレビ朝日系列 ↓ フジテレビ系列                                                  | 日曜 22:00 - 22:30 ↓ 月曜 19:00 - 19:30                      | 同時ネット ↓ 遅れネット |        |
| 福島県         | 福島テレビ（FTV）     | フジテレビ系列・TBS系列 ↓ フジテレビ系列                                                         | 日曜 22:00 - 22:30                                           | 同時ネット              |        |
| 新潟県         | 新潟総合テレビ（NST） | フジテレビ系列・日本テレビ系列・テレビ朝日系列 ↓ フジテレビ系列・テレビ朝日系列 ↓ フジテレビ系列 | 日曜 18:00 - 18:30 ↓ 日曜 22:00 - 22:30                      | 遅れネット ↓ 同時ネット |        |
| 長野県         | 長野放送（NBS）       | フジテレビ系列                                                                                   | 日曜 22:00 - 22:30                                           | 同時ネット              |        |
| 静岡県         | テレビ静岡（SUT）     | フジテレビ系列                                                                                   | 日曜 22:00 - 22:30                                           | 同時ネット              |        |
| 富山県         | 富山テレビ（T34）     | フジテレビ系列                                                                                   | 日曜 22:00 - 22:30                                           | 同時ネット              |        |
| 石川県         | 石川テレビ（ITC）     | フジテレビ系列                                                                                   | 日曜 22:00 - 22:30                                           | 同時ネット              |        |
| 福井県         | 福井テレビ（FTB）     | フジテレビ系列                                                                                   | 日曜 22:00 - 22:30                                           | 同時ネット              |        |
| 中京広域圏     | 東海テレビ（THK）     | フジテレビ系列                                                                                   | 日曜 22:00 - 22:30                                           | 同時ネット              |        |
| 関西広域圏     | 関西テレビ（KTV）     | フジテレビ系列                                                                                   | 日曜 22:00 - 22:30                                           | 同時ネット              |        |
| 鳥取県・島根県 | 山陰中央テレビ（TSK） | フジテレビ系列                                                                                   | 日曜 22:00 - 22:30                                           | 同時ネット              |        |
| 岡山県・香川県 | 岡山放送（OHK）       | フジテレビ系列                                                                                   | 日曜 22:00 - 22:30                                           | 同時ネット              |        |
| 広島県         | テレビ新広島（TSS）   | フジテレビ系列                                                                                   | 日曜 22:00 - 22:30                                           | 同時ネット              |        |
| 愛媛県         | テレビ愛媛（EBC）     | フジテレビ系列                                                                                   | 日曜 22:00 - 22:30                                           | 同時ネット              |        |
| 福岡県         | テレビ西日本（TNC）   | フジテレビ系列                                                                                   | 日曜 22:00 - 22:30                                           | 同時ネット              |        |
| 佐賀県         | サガテレビ（STS）     | フジテレビ系列                                                                                   | 日曜 22:00 - 22:30                                           | 同時ネット              |        |
| 鹿児島県       | 鹿児島テレビ（KTS）   | フジテレビ系列・日本テレビ系列・テレビ朝日系列 ↓ フジテレビ系列・日本テレビ系列                  | 日曜 17:00 - 17:30 ↓ 月曜 19:30 - 20:00 ↓ 日曜 22:00 - 22:30 | 遅れネット ↓ 同時ネット |        |
| 沖縄県         | 沖縄テレビ（OTV）     | フジテレビ系列                                                                                   | 日曜 22:00 - 22:30                                           | 同時ネット              |        |
| 秋田県         | 秋田テレビ（AKT）     | フジテレビ系列・テレビ朝日系列                                                                   | 月曜 22:00 - 22:30                                           | 遅れネット              |        |
| 山口県         | テレビ山口（TYS）     | フジテレビ系列・TBS系列                                                                          | 日曜 22:30 - 23:00                                           | 遅れネット              |        |
| 長崎県         | テレビ長崎（KTN）     | フジテレビ系列・日本テレビ系列                                                                   | 日曜午後 ↓ 月曜 19:30 - 20:00                                | 遅れネット              |        |
| 熊本県         | テレビ熊本（TKU）     | フジテレビ系列・テレビ朝日系列                                                                   | 日曜午後                                                     | 遅れネット              |        |
| 大分県         | テレビ大分（TOS）     | フジテレビ系列・日本テレビ系列・テレビ朝日系列                                                   | 日曜 22:30 - 23:00                                           | 遅れネット              |        |
| 宮崎県         | テレビ宮崎（UMK）     | フジテレビ系列・日本テレビ系列・テレビ朝日系列                                                   | 日曜午後 ↓ 月曜 19:30 - 20:00                                | 遅れネット              |        |
| 青森県         | 青森テレビ（ATV）     | TBS系列                                                                                          | 日曜 10:30 - 11:00 ↓ 日曜 17:00 - 17:30                      | 遅れネット              |        |
| 岩手県         | テレビ岩手（TVI）     | 日本テレビ系列                                                                                   | 日曜 16:40 - 17:10 ↓ 日曜 16:30 - 17:00                      | 遅れネット              |        |
| 高知県         | 高知放送（RKC）       | 日本テレビ系列                                                                                   | 土曜 23:15 - 23:45 ↓ 土曜 23:00 - 23:30                      | 遅れネット              |        |

### ネット局に関して
- TBS系列局の青森テレビ (ATV) では開始当初、前番組「ラブラブショー」からの流れで日曜10時30分から放送されていたが、1981年4月より日曜17時00分へ枠移動した[6]（いずれも時差ネット）。以後、後番組の『TVプレイバック』から『カルトQ』までこの時間帯に放送。
- 日本テレビ系列局のテレビ岩手 (TVI) では開始当初〜1982年3月28日までは日曜16時40分から、同年4月4日より10分前倒しして日曜16時30分から、それから半年後の同年9月26日より日曜22時30分からと時間が2度変わった（いずれも時差ネット）[7]。
- 当時フジテレビ系とテレビ朝日系のクロスネット局だった秋田テレビ (AKT)[8] では、同時間帯でテレビ朝日『特捜最前線』の時差ネットが行われていたため、本番組は月曜22時00分から放送されていた。
- 当時フジテレビ系列局だった山形テレビ (YTS) では、当初は日曜22時00分から同時ネットで放送されていたが、後に月曜19時00分からの時差ネットへ移行した。
- 当時フジテレビ系・日本テレビ系・テレビ朝日系のクロスネット局だった新潟総合テレビ (NST) では、日曜18時00分からの時差ネットで放送。その後フジテレビ系のフルネット局になった1983年10月から同時ネットに移行。
- 当時TBS系とフジテレビ系[9] のクロスネット局だったテレビ山口 (TYS) では、日曜22時30分からの時差ネットで放送されていた[10]。
- 日本テレビ系列局の高知放送 (RKC) では、当初は土曜23時15分からの放送だったが、後に23時00分からになった（いずれも時差ネット）。同局では、武田薬品グループ各社と高知県内の企業数社による提供で放送されていた。
- 当時九州のフジテレビ系列局は他系列とのクロスネットを行っていた局が多く、テレビ長崎 (KTN) では日曜午後から（番組開始から1981年9月まで） → 月曜19時30分から（1981年10月以降）、テレビ熊本 (TKU) では日曜午後から、テレビ大分 (TOS) では日曜22時30分から、テレビ宮崎 (UMK) では日曜午後(初期)→月曜19時30分から(1985年5月時点)、鹿児島テレビ (KTS) では日曜午後から（番組開始から1982年9月まで） → 月曜19時30分から（1982年10月から1985年3月まで）放送されていた。その後、鹿児島テレビのみが1985年4月の改編で同時ネットへ移行した。

## 関連番組
- クイズ!ベストカップル - 同じく山城が司会を務めたフジテレビのクイズ番組。

| フジテレビ系列 日曜22:00 - 22:30枠               | フジテレビ系列 日曜22:00 - 22:30枠                  | フジテレビ系列 日曜22:00 - 22:30枠               |
| 前番組                                           | 番組名                                              | 次番組                                           |
| ------------------------------------------------ | --------------------------------------------------- | ------------------------------------------------ |
| ラブラブショー （1973年10月7日 - 1979年9月30日） | アイ・アイゲーム （1979年10月14日 - 1985年9月29日） | TVプレイバック （1985年10月6日 - 1989年5月21日） |